# Piasten

Polnischer Adler, Wappen der Piastenkönige

Die Piasten waren die hochmittelalterliche Herrscherdynastie in Polen samt (zeitweiligen) Abspaltungen in Kujawien, Masowien und Schlesien, die zwischen dem 10. und 17. Jahrhundert zahlreiche Könige und Herzöge stellte. Sie sollen dem Stamm der Polanen entstammen, der erstmals im Jahr 1000 genannt wurde. Legendärer Stammvater soll der Polanenfürst Piast († um 870) gewesen sein. Der erste Herzog, der im Jahr 1025 zum König aufstieg, war Bolesław I. der Tapfere (Bolesław Chrobry), der an der Seite des römisch-deutschen Kaisers Otto III. gegen die heidnischen Lutizen kämpfte.
Die polnische Herrscherdynastie der Piasten spaltete sich im 12. und 13. Jahrhundert in fünf Linien auf, die den Verband der polnischen Herzogtümer bildeten, an dessen Spitze ein gewählter Seniorherzog stand. Die Linien bekriegten jedoch zeitweilig einander auch. Eine davon waren die Schlesischen Piasten, die seit 1138 im Herzogtum Schlesien regierten und sich seit 1249 in verschiedene Zweige aufspalteten, welche anschließend die meisten der zahlreichen Herzogtümer in Schlesien regierten. Fünf schlesische Piasten wurden polnische Seniorherzöge. Durch Heirat mit deutschen Prinzessinnen und die deutsche Ostkolonisationsbewegung wurden die schlesischen Piasten allmählich zu einem deutschen Adelsgeschlecht. Die schlesischen Piasten lösten sich zwischen 1289 und 1342 nach und nach aus dem Verband der polnischen Herzogtümer und unterstellten sich der Böhmischen Krone.
1370 starben die kujawischen Piasten mit König Kasimir III. aus, auf den nach einer Übergangszeit in Polen die Dynastie der Jagiellonen folgte. In Masowien starb der letzte Piastenfürst im Jahre 1526. Der letzte Zweig der Schlesischen Piasten erlosch 1675 mit Herzog Georg Wilhelm von Liegnitz-Brieg-Wohlau in Schlesien.

## Geschichte
Erstes Herrschaftszentrum der Piasten war 940 eine Befestigung in Giecz. Kurz darauf übernahm das nahegelegene Gnesen diese Funktion. Die geschriebene Geschichte Polens begann mit Herzog Misaca, später Mieszko I. genannt, seiner Taufe 966 und der Entwicklung eines ersten Staatsgebildes auf dem Gebiet des polnischen Landschaftsteils Großpolen (Posen-Gnesen-Kalisch) unter den Piasten. Der Name „Polani“ ist erst ab 1015 belegt.
Die zeitweise eigenständigen masowischen Piasten starben 1526 aus und Masowien wurde wieder mit Polen vereint. Die seit dem 14. Jahrhundert der Böhmischen Krone und gleichzeitig dem Römisch-Deutschen Kaiserreich unterstehenden Schlesischen Piasten starben 1675 in männlicher Linie aus.
Durch Eroberungen waren zeitweilig auch Pommern, Böhmen und die beiden Lausitzen Teil des Herrschaftsgebiets der Piasten, später Ruthenien, sowie durch Pfändung die Zips in Oberungarn, der heutigen Slowakei.
Die Nachbarschaft dieses Polens zum Heiligen Römischen Reich bedingte eine teilweise gespannte Koexistenz, in der vereinzelte Piasten (zum Beispiel Mieszko I., Kasimir I. der Erneuerer, Władysław I. Herman) durch Treueide oder Tributpflicht gegenüber den römisch-deutschen Kaisern, Ehen mit Vertretern des deutschen Hochadels (Salier, Ottonen) und andere Verträge ihr Staatswesen vor äußeren Eingriffen schützen wollten. In einem etwa 1080 erwähnten päpstlichen Auszug wird ein Dagome Iudex vom Jahre 991/2 genannt, wo, wie man annimmt, Mieszko I. das Reich der Polen in päpstliche Obhut (Peterspfennig) übergab.  Die Titel der später sogenannten Piasten schwankten, je nach Machtposition, zwischen Herzog und König. Weitere einflussreiche Nachbarn des piastischen Polen waren damals das Königreich Böhmen unter den Přemysliden, das Königreich Ungarn unter den Árpáden und den Anjou, das Reich der Kiewer Rus sowie ab dem späten 13. Jahrhundert der Deutsche Orden und das Großfürstentum Litauen.
Mit dem Tod von Bolesław III. Schiefmund 1138 brach in Polen der Partikularismus aus, der für fast 150 Jahre die Geschicke Polens bestimmen sollte. Polen zerbrach in eine Vielzahl zeitweilig einander bekriegender piastischer Herzogtümer, wodurch die politische Stellung und Autorität Polens im Europa des 13. Jahrhunderts stark geschwächt wurde. Mit Bolesławs Tod wurde das Senioratsprinzip rechtlich wirksam, verhinderte aber nicht zahlreiche kriegerische Auseinandersetzungen zwischen den Piastenherrschern der polnischen Teilherzogtümer. Die jeweiligen Beherrscher Krakaus, der Hauptstadt der Senioratsprovinz Kleinpolen, waren „Seniorherzöge“, die ihnen unterstellten Familienmitglieder „Juniorherzöge“. Einige dieser Territorialfürsten – besonders Mieszko III., Władysław III. Dünnbein, Leszek I. der Weiße und die schlesischen Sprosse der Dynastie (siehe: Schlesische Piasten) – bestiegen den Krakauer Thron mehrere Male und wurden auch mehrmals abgesetzt.

Der schwarze Herzogadler des Herzogtums Sagan

Das „Goldene Zeitalter der Piasten“ endete, als 1370 die königliche und gleichzeitig jüngste Linie der Piasten, die vom jüngsten Sohn des Bolesław III. abstammte, mit König Kasimir III. dem Großen erlosch. Die masowische Linie erlosch 1526, die schlesische und zugleich älteste Linie blühte und regierte jedoch weiter, wenn auch ab 1348 außerhalb Polens. Davon starb der Teschener Zweig im Jahre 1625 aus. Der letzte legitime männliche Nachkomme des Geschlechts, August Freiherr von Liegnitz, starb 1679. Er entstammte einer nicht standesgemäßen Ehe, weshalb er den Herzogstitel nicht führen durfte und auch nicht erbberechtigt war. Letzter regierender Herzog von Liegnitz, Brieg und Wohlau und zugleich letzter Schlesischer Piast war Herzog Georg Wilhelm. Dessen Schwester Charlotte starb 1707. Sie ruht in der Klosterkirche in Trebnitz neben dem Sarkophag ihrer Ahnin, der Hl. Hedwig von Schlesien.
Zählt man die in Oberschlesien vertretene Linie der Freiherren von Hohenstein zu den Piasten, die allerdings aus einer unehelichen Verbindung hervorgegangen ist, dann war der Urenkel des Teschener Fürsten Adam Wenzel († 1617), Ferdinand II. Freiherr von und zu Hohenstein († 3. April 1706), auch ein männlicher Piast. Dies ist jedoch umstritten, da er nicht als legitimer Spross der Piasten angesehen wird.
Georg-Wilhelm I. (Liegnitz-Brieg-Wohlau) hatte ein uneheliches Kind Martin mit Dorthea Thugendreich von Streit im Feld. Martin von Streit im Feld oder auch Streitenfeld, geb. 21. Januar 1676, führte mit seinen Nachkommen, den Grafen und Freiherrn von Streit die älteste Linie fort und ist als Linie noch existent.
Ab 1370, nach dem Tod Kasimirs des Großen, des letzten Königs aus der Piastendynastie wurde Polen von seinem  Neffen, dem ungarischen König Ludwig I. von Anjou (Nebenlinie der Kapetinger) in Personalunion regiert. Den Herrscher sollten nach dessen Tod (1382) seine Töchter beerben. Der polnische Thron ging an die jüngere Hedwig. Aufgrund der gemeinsamen Bedrohung durch den Ordensstaat verbündete sich Polen mit Litauen und die Königin vermählte sich mit dem litauischen Großfürsten Jogaila. Die Ehe war kinderlos,  nach dem Tod Hedwigs blieb Jogaila auf dem polnischen Thron als Alleinherrscher und wurde Stammvater aller folgenden Jagiellonenkönige. Ihm folgten seine Söhne aus einer späteren Ehe.

## Herrscher aus dem Hause der Piasten

### Legendäre Fürsten
- Piast († um 870), Fürst der Polanen
- Ziemowit
- Leszek († um 930)
- Ziemomysł

### Liste piastischer Herrscher Polens
1. Mieszko I., Herzog 960–992
2. Bolesław I. der Tapfere, Herzog 992–1025, König 1025
3. Mieszko II. Lambert, König 1025–1031, Herzog 1032–1034
4. Kasimir I. der Erneuerer, Herzog 1034–1058
5. Bolesław II. der Kühne, Herzog 1058–1079, König 1076–1079
6. Władysław I. Herman, Senior von Polen, Herzog von Masowien 1079–1102
7. Zbigniew, Herzog 1102–1107
8. Bolesław III. Schiefmund, 1102–1138
9. Władysław II. der Vertriebene, Herzog 1138–1146 SL
10. Bolesław IV. der Kraushaarige, Herzog 1146–1173
11. Mieszko III. der Alte, Herzog 1173–1177, 1198–1202 GL
12. Kasimir II. der Gerechte, Herzog 1177–1194 JL
13. Leszek I. der Weiße, Herzog 1194–1198, 1206–1210, 1211–1227 JL
14. Władysław III. Dünnbein, Herzog 1202–1206, 1228–1229 GL
15. Mieszko I. Kreuzbein, Herzog 1210–1211 SL
16. Konrad I. von Masowien, Herzog 1229–1232, 1241–1243 JL
17. Heinrich I. der Bärtige, Herzog 1232–1238 SL
18. Heinrich II. der Fromme, Herzog 1238–1241 SL
19. Bolesław V. der Schamhafte, Herzog 1243–1279 JL
20. Leszek II. der Schwarze, Herzog 1279–1288 JL
21. Heinrich IV. Probus, Herzog 1288–1290 SL
22. Przemysł II. (I.), Herzog 1290–1295, König 1295–1296 GL
23. Wenzel II., 1300–1305 König von Böhmen und Polen (GL)*
24. Wenzel III., 1305–1306 König von Böhmen und Polen (GL)*
25. Władysław IV. (I.) Ellenlang, Herzog 1306–1320, König 1320–1333 JL
26. Kasimir III. (I.) der Große, König 1333–1370 JL

* Aus der böhmischen Dynastie der Přemysliden, mit den Piasten auf der Spindelseite verwandt. Wenzel II. heiratete eine Tochter von König Przemysł II.
GL – großpolnische Linie (Großpolen in Posen, Kalisz und Gnesen), Nachkommen Mieszkos III. des Alten.

JL – jüngste Linie (Masowien, Kujawien, Kleinpolen, Sieradz und Łęczyca), Nachkommen Kasimirs II. des Gerechten.

SL – älteste Linie (Schlesien), Nachkommen Władysławs II. des Vertriebenen.

### Liste bedeutender kujawisch-masowischer Herzöge aus dem Hause der Piasten
- Władysław I. Herman, Senior von Polen, Herzog von Masowien 1079–1102
- Kasimir II. der Gerechte, ab 1173 Herzog von Kleinpolen in Sandomir, 1177–1194 Seniorherzog von Polen, ab 1186 auch Herzog von Masowien-Kujawien
- Leszek I. der Weiße, ab 1194 Herzog von Kleinpolen in Sandomir und von Masowien, seit 1199 bzw. 1206 Seniorherzog von Polen, 1199–1200 Herzog von Kujawien
- Konrad I. von Masowien,  ab 1199 Herzog in Masowien, ab 1202 Herzog in Kujawien, Sieradz und Łęczyca, sowie 1229–1232 und 1241–1243 Seniorherzog von Polen
- Kasimir I., Herzog von Kujawien 1233–1267
- Siemomysław, Herzog von Kujawien 1267–1287
- Leszek II. der Schwarze, ab  1261 Herzog von Sieradz, ab 1267 von Łęczyca, ab 1273 von Kujawien, 1279–1288 Seniorherzog von Polen
- Kasimir III., Herzog von Kujawien 1314–1347
- Wladyslaw, Herzog von Kujawien 1347–1364
- Janusz III., Herzog von Masowien 1503–1526

### Liste bedeutender schlesischer Herzöge aus dem Hause der Piasten

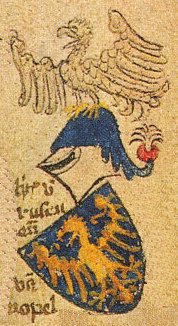
Das Wappen Wladislaus II. (Oppeln) aus Armorial Gelre, Oberschlesien

## Sonstiges
Andere häufig vorkommende Formen der slawischen Namen der Piastenfürsten in der deutschen Historiographie
- Boleslaw, Boleslaus, Bolko
- Leschko, Lech, Leszek
- Mieszko, Mecislaus, Meczislaus
- Przemysl(aw), Primislaus
- Wladyslaw, Ladislaus, Vladislaus, Wladislaus

## Einzelbelege
1. ↑  Eduard Mühle: Die Piasten. Polen im Mittelalter. 2011, S. 14.
2. ↑  Piasten. Residenzen-Kommission der Akademie der Wissenschaften zu Göttingen, abgerufen am 9. Juli 2013.
3. ↑  Eberhard Günter Schulz: Geburtstagsrede für Hans-Joachim Kempe zum 60. Geburtstag. (Gehalten am 13. Juni 1995 auf Schloß Schlesien in Königswinter-Heisterbacherrott) In: Fachprosaforschung – Grenzüberschreitungen. Band 8/9, 2012/2013 (2014), S. 553–557, hier: S. 553 f.
4. ↑  Manfred Alexander: Kleine Geschichte Polens. Reclam-Verlag, Stuttgart 2008, S. 17.